# Cepphus columba
Cepphus columba е вид птица от семейство Кайрови (Alcidae).

## Разпространение
Видът е разпространен в Канада, Мексико, Русия, САЩ и Япония.